# Uncaria attenuata
Uncaria attenuata là một loài thực vật có hoa trong họ Thiến thảo. Loài này được Korth. miêu tả khoa học đầu tiên năm 1842.